# Kościół Wszystkich Świętych w Hodowicy
Kościół Wszystkich Świętych w Hodowicy – rzymskokatolicki kościół we wsi Hodowica, ok. 6 km na południowy zachód od Lwowa.

## Historia
Parafia katolicka w Hodowicy powstała przed 1498, według niektórych opracowań w XIII w. Drewniany kościół parafialny padł ofiarą najazdu tatarskiego w 1621. Około 1631 roku zbudowano kościół murowany, który został konsekrowany przez sufragana lwowskiego Jerzego Giedzińskiego w 1685 roku. Kościół ten przetrwał do połowy XVIII wieku.
W latach 1751–1758 wzniesiono na jego miejscu nowy kościół w stylu późnobarokowym, ufundowany przez proboszcza z sąsiedniej Nawarii, ks. Szczepana Mikulskiego, kanonika lwowskiego a zaprojektowany przez architekta lwowskiego Bernarda Meretyna. Kościół ten posłużył za wzór dla późniejszych kościołów w Kołomyi, Busku, Łopatynie, i być może Buczaczu, Brzozdowcach, Rawie Ruskiej. Koncepcję wystroju wnętrza opracował także Meretyn. Dekorację rzeźbiarską wykonał najwybitniejszy lwowski rzeźbiarz Jan Jerzy Pinzel przy współpracy Macieja Polejowskiego. Polichromię ścienną wykonał Aleksander Roliński. Wysoką klasę artystyczną prezentował ołtarz główny, wykonany ok. 1758, skomponowany z rzeźb rozmieszczonych na tle iluzjonistycznej, malowanej struktury architektonicznej. W 1774 roku dokonano konsekracji kościoła.
W 1856 jeden z mieszkańców wsi zakupił na Morawach i ofiarował kościołowi drzeworyt Matki Boskiej. Od tej chwili kościół w Hodowicy zaczęli nawiedzać pielgrzymi i wkrótce stał się sanktuarium maryjnym.
W 1932 arcybiskup lwowski Bolesław Twardowski koronował obraz.
W 1946 wysiedleni ze wsi Polacy zabrali obraz ze sobą. Obecnie znajduje się on w kościele św. Augustyna we Wrocławiu. W kościele Bożego Ciała natomiast znalazł się krucyfiks (Chrystus Ukrzyżowany) wyrzeźbiony przez Pinzla, także dwa anioły z tabernakulum, relikwiarz, berło procesyjne.
W 1961 kościół został przez miejscowe władze ukraińskie ostatecznie zamknięty. Większość znajdujących się w nim rzeźb przejęła w 1965 Lwowska Galeria Obrazów. Obecnie znajdują się one w muzeum Jana Jerzego Pinzla urządzonym w 1996 w byłym kościele Klarysek we Lwowie. Najważniejsze z nich to Samson i Ofiara Abrahama.
W 1974 kościół padł ofiarą pożaru; prawdopodobnie został celowo podpalony. W jego wyniku spłonął dach i większość sklepień. Od tamtego czasu pozostaje w stanie ruiny.

## Architektura
Kościół został wzniesiony na planie krzyża jako jednonawowa budowla z krótkim transeptem pośrodku i prostokątnie zamkniętym prezbiterium z umieszczoną za nim zakrystią, której odpowiednikiem po przeciwległej stronie jest podobnej wielkości kruchta. Zachowaną fasadę zdobią pilastry a wieńczy wysoki fronton wolutowy z trójkątnym naczółkiem, udekorowany kamiennymi wazonami. Trójkątny naczółek wieńczy też kruchtę.
W środku zachowały się fragmenty XVIII wiecznych malowideł Rolińskiego.